# Saltasauridae

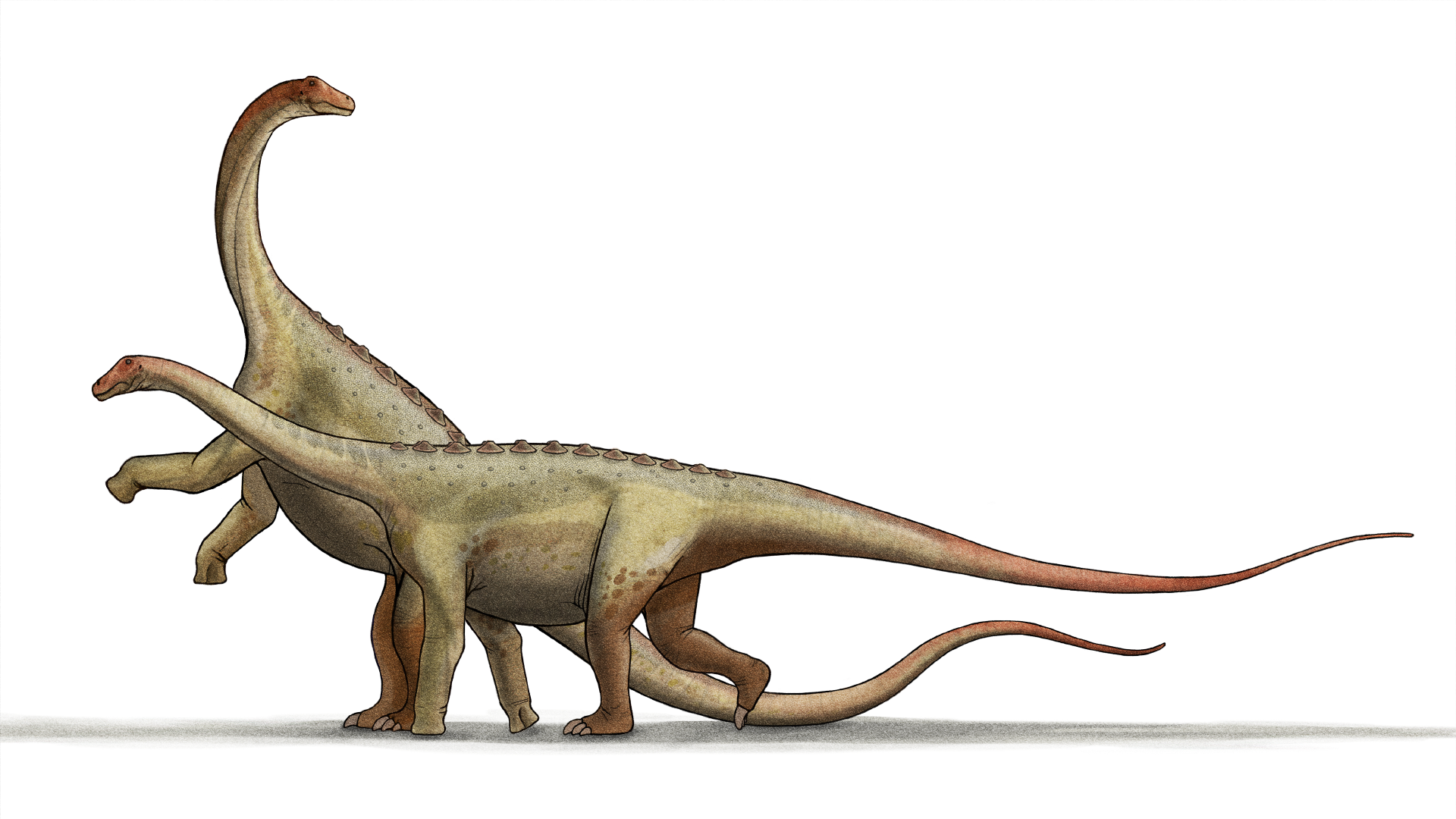
Saltasaurus

De Saltasauridae zijn een groep sauropode dinosauriërs behorend tot de Titanosauria.
In 1992 benoemde Powell een familie Saltasauridae om Saltasaurus een plaats te geven. 
De eerste definitie als klade was van Paul Sereno in 1998: de groep bestaande uit de laatste gemeenschappelijke voorouder van Opisthocoelicaudia en Saltasaurus en al zijn afstammelingen. In 2003 kwamen Wilson en Upchurch met een definitie die ook de soortnamen gebruikte: de groep bestaande uit de laatste gemeenschappelijke voorouder van Opisthocoelicaudia skarzynskii en Saltasaurus loricatus en al zijn afstammelingen. 
De Saltasauridae bestaan uit middelgrote planteneters uit Azië en Amerika die leefden van het Campanien tot en met het Maastrichtien (84-65 miljoen jaar geleden).
De groep is strikt onderverdeeld per definitie in de Opisthocoelicaudiinae en de Saltasaurinae. Hoewel er dus geen basale saltasauriden kunnen zijn, werden vele soorten simpelweg als "saltasauride" beschreven of aangeduid, ten dele door onzekerheid over hun plaatsing: Argyrosaurus, Bonatitan, Iuticosaurus, Lirainosaurus, Maxakalisaurus, Pellegrinisaurus, Quaesitosaurus en Rinconsaurus. 